# Jaroslav Rudiš
Jaroslav Rudiš (Turnov, 1972) è uno scrittore, drammaturgo, sceneggiatore musicista ceco.
È autore dei romanzi Il cielo sotto Berlino (Nebe pod Berlínem), Grandhotel (Grandhotel), In silenzio (Potichu), Helsinki, dove il punk si è fermato (Konec punku v Helsinkách), Corso Nazionale (Národní třída) e della raccolta di racconti La visita del signor Horváth (Der Besuch von Herrn Horváth). Insieme al musicista e performer Jaromír 99 ha dato vita alla popolare trilogia a fumetti Alois Nebel (Alois Nebel) e ha fondato il gruppo musicale Kafka Band. Numerosi riconoscimenti letterari cechi e tedeschi hanno premiato i suoi libri. È autore e coautore di numerose opere teatrali e radiofoniche oltre che di sceneggiature cinematografiche. Vive e lavora nella Repubblica Ceca e in Germania, scrive in ceco e in tedesco.

## Biografia
Nato nel 1972 a Turnov, Rudiš cresce nella piccola città di Lomnice nad Popelkou. Dopo il liceo frequentato a Turnov, i suoi studi proseguono a Liberec, Praga, Zurigo e Berlino, per concludersi con la laurea come insegnante di tedesco e storia. Vanta esperienze professionali tra le più disparate come agente pubblicitario per un birrificio ceco in Germania, panettiere sulle Alpi, portiere d’albergo, DJ e fonico in un club rock, manager di un gruppo punk, insegnante, muratore e giornalista. Tra il 2001 e il 2002 vive nella capitale tedesca grazie a una borsa di studio in giornalismo assegnatagli dall’Università libera di Berlino. Dal 2006 lavora come freelance. Colleziona vecchie mappe e orari ferroviari.
Con il suo romanzo d’esordio Il cielo sotto Berlino (2002) e le “storie rock della metropolitana di Berlino” ha ricevuto il Premio Jiří Orten. Il libro ha visto numerose traduzioni oltre che un adattamento radiofonico e teatrale. Il romanzo è uscito per la casa editrice Labyrint con la quale Rudiš pubblica tutti i suoi libri in lingua ceca.
Particolare successo ha riscosso poi la trilogia romanzata a fumetti Alois Nebel (2003–2005; insieme all’artista Jaromír 99; nel 2006 è stata pubblicata in un unico volume) che narra la storia di un capostazione ceco-tedesco di servizio in una piccola stazione sperduta nei Sudeti, da cui è stato poi tratto lo spettacolo teatrale Alois Nebel (Teatro di Ústí nad Labem, 2005). L'adattamento cinematografico del fumetto, a opera del regista Tomáš Luňák, ha conquistato nel 2012 il Premio per il miglior film europeo d’animazione.
La pièce teatrale Estate in Lapponia (Léto v Laponsku, 2005; il libro, scritto a quattro mani con Petr Pýcha, è stato pubblicato nel 2006) gli è valso il Premio Alfréd Radok e il Premio del Český rozhlas, l'emittente radiofonica pubblica ceca, e nel 2006 è stata messa in scena dal Teatro della Slovacchia Morava di Uherské Hradiště, cui hanno fatto seguito poi altre rappresentazioni. Porta la firma della coppia di autori Pýcha & Rudiš (compagni di scuola alle elementari) anche lo spettacolo Strange Love (2007), la storia dell'ultimo fan dei Depeche Mode in Repubblica Ceca scritta per il Teatro di Ústí nad Labem. Insieme i due autori hanno scritto pure le pièce radiofoniche Il gulasch di Salisburgo (2009) e Cannibali (2011), entrambe commissionate da Radio Vltava, il terzo canale della Radio pubblica ceca. La versione teatrale di Cannibali viene adesso presentata dal Teatro di Ústí nad Labem.
Nel 2006 è uscito il romanzo Grandhotel di cui ha scritto per il regista David Ondříček la sceneggiatura per l’omonimo film (2006). Il romanzo gli è valso il premio dei lettori per il libro più popolare dell’anno nell’ambito concorso letterario nazionale Magnesia Litera. 
Per la stazione radio WDR di Colonia ha scritto in tedesco insieme a Martin Becker le pièces radiofoniche Lost in Praha (2008) e Plattenbaucowboys (2011), per le stazioni radio tedesche MDR e RBB e quella ceca di Radio Vltava il documentario radiofonico sui Monti dei Frassini Stillstand. Per il teatro praghese Archa ha scritto Viaggio invernale verso la fine del mondo (Zimní cesta na konec světa, 2014) e il libretto per l’operetta tragica ceco-tedesca Exit 89.
Il terzo romanzo, In silenzio, è un intreccio di cinque storie della Praga contemporanea ed è uscito nel 2007. Richard Krajčo ne ha recitato l’audiolibro registrandone anche l'accompagnamento musicale. Nel 2010, è uscito il romanzo Helsinki, dove il punk si è fermato la cui traduzione in italiano di Tiziano Marasco è stata pubblicata nel 2018 dalla Poldi Libri.
Nel 2013 ha riscosso notevole successo il suo racconto Corso nazionale che nel 2018 vedrà l’adattamento per il grande schermo. Originariamente Corso nazionale nacque come spettacolo per il teatro Feste di Brno, dove venne presentato nel 2012 (per il 2018 è prevista una sua nuova première). La storia del teppista di periferia Vandam, tuttologo di battaglie e guerre, è stata presentata anche dai teatri tedeschi di Brema e Dresda. Nel 2017 la stazione radio tedesca WDR ne ha registrato l'adattamento radiofonico. Sul palcoscenico del Teatro Feste è stata presentata nel 2016 la sua ultima opera teatrale Aspettando la fine del mondo, una tragicommedia ambientata in una sauna per soli uomini.
Jaroslav Rudiš ama il gioco di squadra, per questo partecipa a vari progetti e lavora di buon grado insieme ad altri artisti. 
Dieci anni fa, nel teatro praghese Archa, ha presentato insieme al poeta e fotografo Igor Malijevský il popolare cabaret letterario-musicale EKG. Prende spesso parte a letture pubbliche, sia nella Repubblica Ceca che all’estero, scrive saggi letterari e romanzi d’appendice per quotidiani e riviste (nella Repubblica Ceca e in Germania) e si esibisce con il gruppo Kafka band che ha fondato insieme all'artista Jaromír 99. Nel 2014 la band ha registrato l’adattamento musicale del romanzo Das Schloss (Il castello) di Franz Kafka, mentre per un teatro di Brema ha preparato l’adattamento teatrale di questo romanzo, oltre che di un altro romanzo dello scrittore praghese, America, in entrambi i casi in collaborazione con il regista Alexander Riemenschneider. Assieme allo sceneggiatore tedesco Martin Behnke per la televisione tedesca ARD ha ideato, scrivendone la sceneggiatura della prima puntata intitolata L’annegato, la serie poliziesca Squadra omicidi Praga (2018). 
Nel 2018 ha pubblicato in Austria per Edition Thanhäuser il suo ultimo lavoro, la raccolta di racconti scritti in tedesco La visita del signor Horváth.
Oggi Jaroslav Rudiš vive diviso tra Lomnice nad Popelkou a Berlino e scrive le sue opere in ceco e in tedesco. I suoi libri sono stati tradotti in dieci lingue. Nel 2014 è stato insignito in Germania del premio letterario di Usedom. Alla Fiera del libro di Lipsia ha ritirato nel 2018 il Premio delle case editrici. Nella sua motivazione la giuria scrive: "Con ironia e sensibilità per le piccole preoccupazioni quotidiane della gente Jaroslav Rudiš ci restituisce una società composta da personaggi eccentrici, spesso vittime di aneddoti tragicomici. Così sono i suoi libri: cool, divertenti, critici, politici, poetici, in poche parole, un rock’n’roll letterario.“

## Opere

### In lingua ceca
- Nebe pod Berlínem, Praha, Labyrint, 2002
- Bílý potok, Praha, Labyrint, 2003
- Hlavní nádraží, Praha, Labyrint, 2004
- Zlaté Hory, Praha, Labyrint, 2005
- Léto v Laponsku, Praha, Labyrint, 2006
- Alois Nebel, Praha, Labyrint, 2006
- Grandhotel, Praha, Labyrint, 2006
- Potichu, Praha, Labyrint, 2007
- Alois Nebel: Na trati, Praha, Labyrint, 2008
- Konec punku v Helsinkách, Praha, Labyrint, 2010
- Národní třída, Praha, Labyrint, 2013

### In lingua tedesca
- Der Besuch von Herrn Horváth, prodotto da Bayern 2
- Auf nach Stillstand! Eine Reise ins Altvatergebirge, prodotto da MDR Figaro, RBB, Český rozhlas 3 – Vltava
- Plattenbaucowboys (con Martin Becker), prodotto da WDR 3 und 1Live
- Winterbergs letzte Reise. Luchterhand, München 2019, ISBN 978-3-630-87595-8

### Traduzioni in lingua italiana
- Il cielo sotto Berlino, traduzione di C. Rea, Roma, Atmosphere Libri, 2010
- Helsinki, dove il punk si è fermato, traduzione di T. Marasco, Granze (PD), Poldi Libri, 2018
- Grandhotel. Romanzo sopra le nuvole, traduzione di Y. Raymann, Torino, Miraggi edizioni, 2019
- Trenomania! Viaggio meraviglioso sui binari d'Europa, traduzione di C. Ujka, Torino, EDT, 2023